# Pièria de Síria
Pièria (en llatí Pieria, en grec antic Πιερία) era un districte de Síria. Aquest nom li van posar els macedonis.
Era un tram de la costa nord de Síria i es trobava a la dreta de l'Orontes. La muntanya més alta, una continuació de l'Amanos, s'anomena també Pièria, segons diuen Estrabó i Claudi Ptolemeu. La ciutat principal era Selèucia que normalment es distingeix d'altres del mateix nom per l'adició de ἐν Πιερίἁ, Selèucia de Pièria.